# Nachts unterwegs
Nachts unterwegs (alternativ Sie fuhren bei Nacht, Originaltitel They Drive by Night) ist ein in Schwarzweiß gedrehter US-amerikanischer Kriminalfilm aus dem Jahr 1940. Regie führte Raoul Walsh.

## Handlung
Die Brüder Joe und Paul Fabrini sind LKW-Fahrer. Der eigene LKW ist noch nicht abbezahlt und Joe träumt davon, seine eigene Spedition zu gründen. Für diesen Traum arbeitet er. Doch sein Bruder Paul würde lieber das  anstrengende und Schlaf raubende Fahrerleben aufgeben und sich mit seiner Frau Pearl niederlassen. Eines Tages trifft Joe seinen alten Bekannten Ed Carlsen, früher selbst Trucker und nunmehr wohlhabender Fuhrunternehmer. Carlsen gibt ihm einen Tip für eine Obstfuhre, die Brüder können durch ein gutes Geschäft auf dem Markt die letzte Kreditrate für den LKW abbezahlen und planen schon, in Zukunft mit eigenen LKW zu fahren. Doch da schläft Paul eines Nachts hinter dem Steuer ein und rast mit dem LKW eine Böschung hinunter. Joe wird nur leicht verletzt, aber Paul verliert den rechten Arm. Der LKW ist völlig zerstört und Joes Träume dahin. Joe nimmt daraufhin das Angebot von Ed Carlsen an und beginnt, bei ihm als Manager zu arbeiten. Eds verwöhnte Ehefrau Lana, die ihren deutlich älteren, ständig Witze reißenden und gern trinkenden Ehemann im Grunde nicht ausstehen kann, macht sich an Joe heran. Sie muss aber erkennen, dass Joe in Cassie Hartley verliebt ist. Die beiden lernten sich einst in einer Fernfahrerkneipe kennen, wo Cassie Kellnerin war. Als Joe Lana abblitzen lässt, ermordet Lana, außer sich vor unterdrückter Wut, ihren Ehemann: nach einer Party lässt sie Ed, der schwer betrunken und kaum noch bewegungsfähig ist, bei laufendem Motor im Wagen zurück und schließt das (mit einer Lichtschranke) automatisierte Garagentor. Zunächst wird der Mord als Unfall angesehen. 
Nach dem Tod ihres Mannes bietet Lana Joe eine Beteiligung an der Firma an. Als sie jedoch erkennen muss, dass Joe tatsächlich Cassie Hartley heiraten möchte, bezichtigt sie Joe der Anstiftung zum Mord an ihrem Ehemann. Die Polizei glaubt ihr zunächst und klagt Joe an. Von einem durch den Mord an ihrem Mann ausgelösten Trauma geplagt, verliert Lana schließlich vor Gericht ihren Verstand, es wird ein Psychiater hinzugezogen. Joe kommt frei und kehrt zu Cassie und in die Firma zurück.

## Hintergrund
Nachts unterwegs entstand nach dem Roman The Long Haul von A. I. Bezzerides. Der Film lief in der BRD nicht in den Kinos, sondern wurde am 22. Juli 1967 erstmals im Fernsehen ausgestrahlt.

## Kritiken
„Der dramatische film noir, der seine pessimistisch getönte Geschichte als Absage an den Optimismus amerikanischer Prägung versteht, gehört zu den Klassikern unter den rund 200 Filmen von Raoul Walsh.“